# Boys (Lizzo)
Boys è un singolo della cantante statunitense Lizzo, pubblicato il 22 giugno 2018 ed incluso nella versione deluxe del terzo album in studio Cuz I Love You.

## Descrizione
Boys, che implementa un sample di Take What You Need dei New Mastersounds, è stato descritto dalla critica come un brano che unisce elettropop, funk e pop.

## Video musicale
Il video musicale, diretto da Quinn Wilson e Andy Madeleine, è stato reso disponibile su YouTube in concomitanza con il lancio del singolo.

## Tracce
Download digitale
1. Boys – 2:52

Download digitale – Remixes
1. Boys (Pink Panda Remix) – 2:23
2. Boys (Dave Audé Remix) – 4:27
3. Boys (Black Caviar Remix) – 3:54
4. Boys (Juice Boys Remix) – 2:37

## Classifiche
| Classifica (2018-19) | Posizione massima |
| -------------------- | ----------------- |
| Belgio (Vallonia)    | 37                |
| Canada               | 89                |
| Irlanda              | 89                |
| Stati Uniti          | 119               |